# Caronno Pertusella
Caronno Pertusella is een gemeente in de Italiaanse provincie Varese (regio Lombardije) en telt 12.973 inwoners (31-12-2004). De oppervlakte bedraagt 8,6 km², de bevolkingsdichtheid is 1507 inwoners per km².
De volgende frazioni maken deel uit van de gemeente: Bariola.

## Demografie
Caronno Pertusella telt ongeveer 5214 huishoudens. Het aantal inwoners steeg in de periode 1991-2001 met 2,8% volgens cijfers uit de tienjaarlijkse volkstellingen van ISTAT.
| Jaar | Inwoneraantal |
| ---- | ------------- |
| 1991 | 11.723        |
| 2001 | 12.052        |

## Geografie
Caronno Pertusella grenst aan de volgende gemeenten: Cesate (MI), Garbagnate Milanese (MI), Lainate (MI), Origgio, Saronno, Solaro (MI).